# JMP
JMP (pronuncia-se “jump”) é um conjunto de programas de computador para inferência estatística e aprendizado de máquina desenvolvido pela JMP, uma subsidiária do SAS Institute. O programa foi lançado em 1989 para aproveitar as vantagens da interface gráfica do usuário introduzida pelos sistemas operacionais Macintosh. Desde então, ele foi significativamente reescrito e disponibilizado para o sistema operacional Windows.
O software se concentra na análise visual exploratória, em que os usuários investigam e exploram dados. Ele também suporta a verificação dessas explorações por meio de testes de hipóteses, mineração de dados ou outros métodos analíticos. As descobertas feitas com as ferramentas analíticas do JMP são comumente aplicadas ao projeto de experimentos.
O JMP é usado em aplicações como mineração de dados, Seis Sigma, controle de qualidade, projeto de experimentos, bem como para pesquisas em ciências, engenharia e ciências sociais. O software pode ser adquirido em qualquer uma das cinco configurações: JMP, JMP Pro, JMP Clinical, JMP Genomics e JMP Live. O JMP pode ser automatizado com sua linguagem de script proprietária, JSL.

## História
O JMP foi desenvolvido entre meados e o final da década de 1980 por John Sall [en] e uma equipe de desenvolvedores para utilizar a interface gráfica de usuário introduzida pelo Apple Macintosh. Originalmente, a sigla significava “John's Macintosh Project” e foi lançado pela primeira vez em outubro de 1989. Era usado principalmente por cientistas e engenheiros para projeto de experimentos, suporte à qualidade e produtividade (Seis Sigma) e modelagem de confiabilidade. Os fabricantes de semicondutores também estavam entre os primeiros a adotar o JMP.
Gráficos interativos e outros recursos foram adicionados em 1991 com a versão 2.0, que foi apresentada na Macworld/iWorld de 1991. A versão 2 tinha o dobro do tamanho da original, embora ainda fosse entregue em um disquete. Ela exigia 2 MB de memória e vinha com 700 páginas de documentação. O suporte para o Microsoft Windows foi adicionado com a versão 3.1 em 1994. Reescrito com a versão 4 e lançado em 2002, o JMP podia importar dados de uma variedade maior de fontes de dados e adicionou suporte para gráficos de superfície. A versão 4 também adicionou a previsão de séries temporais e novos modelos de suavização, como o método de suavização sazonal, chamado de Método de Winter, e ARIMA (Autoregressive Integrated Moving Average). Foi também a primeira versão a suportar a JSL, a linguagem de scripts da JMP.
Em 2005, ferramentas de mineração de dados, como árvore de decisão e rede neural, foram adicionadas à versão 5, bem como o suporte ao Linux, que foi posteriormente retirado do JMP 9. Mais tarde, em 2005, o JMP 6 foi introduzido. O JMP começou a se integrar com o SAS na versão 7 em 2007 e tem fortalecido essa integração desde então. Os usuários podem escrever código SAS no JMP, conectar-se a servidores SAS e recuperar e usar dados do SAS. O suporte a gráficos de bolhas foi adicionado na versão 7. O JMP 7 também melhorou a visualização de dados e os diagnósticos.
O JMP 8 foi lançado em 2009 com novos recursos de arrastar e soltar e uma versão de 64 bits para aproveitar os avanços do sistema operacional Mac. Ele também adicionou uma nova interface de usuário para a criação de gráficos e ferramentas para experimentos de escolha. De acordo com a Scientific Computing, o software teve melhorias em “gráficos, controle de qualidade, facilidade de uso, integração do SAS e áreas de gerenciamento de dados”. O JMP 9, em 2010, adicionou uma nova interface para o uso da linguagem de programação R do JMP e um suplemento para o Excel. A tela principal foi reconstruída e foram feitas melhorias nas simulações, nos gráficos e em uma nova plataforma. Em março de 2012, a versão 10 fez melhorias na mineração de dados, na análise preditiva e na construção de modelos automatizados.
A versão 11 foi lançada no final de 2014. Ela incluiu novos recursos fáceis de usar, um assistente de importação do Excel e recursos avançados para o design de experimentos. Dois anos depois, foi lançada a versão 12. De acordo com a Scientific Computing, ela adicionou um novo submenu de ferramentas “Modeling Utilities”, melhorias de desempenho e novos recursos técnicos para análise estatística. A versão 13 foi lançada em setembro de 2016 e introduziu várias melhorias nos relatórios, na facilidade de uso e no manuseio de grandes conjuntos de dados na memória. A versão 14 foi lançada em março de 2018; a nova funcionalidade incluiu uma ferramenta de gerenciamento de arquivos de projetos juntamente com a capacidade de usar suas próprias imagens como marcadores em seu gráfico.
O JMP foi originalmente desenvolvido por uma unidade de negócios do SAS Institute. Em 2011, tinha 180 funcionários e 250.000 usuários. Em janeiro de 2021, a JMP Statistical Discovery, LLC tornou-se uma subsidiária integral do SAS.
A JMP Statistical Discovery, LLC lançou um novo software de modelagem de equações estruturais na década de 2020 na versão 15.2. Em março de 2021, a JMP introduziu a versão 16 do software JMP, que melhorou a modelagem de equações estruturais e adicionou recursos para ajudar a determinar o melhor modelo a ser usado para os dados que estão sendo analisados. O JMP/JMP Pro 17 foi lançado em outubro de 2022.
O JMP 18 e o JMP Pro 18 estão programados para serem lançados no início de 2024.

## Software
O JMP consiste em JMP, JMP Pro, JMP Clinical e JMP Genomics, e JMP Live. Anteriormente, ele incluía o aplicativo Graph Builder para iPad. O JMP Clinical e o JMP Genomics combinam o JMP com o software SAS.
O software tem um design de menu simples, com informações organizadas em várias janelas ou em várias guias em uma única janela. Menus contextuais adicionais são gerados com novas saídas. As principais aplicações do software são experimentos projetados e análise de dados estatísticos de processos industriais. O JMP pode ser usado em conjunto com as linguagens de programação de código aberto R e Python para acessar recursos não disponíveis no próprio JMP.
O software JMP é parcialmente voltado para a análise e visualização exploratória de dados. Ele foi projetado para que os usuários investiguem os dados e aprendam algo inesperado, em vez de confirmar uma hipótese. O JMP vincula dados estatísticos a gráficos que os representam, de modo que os usuários podem explorar os dados e várias representações visuais deles. Quando os usuários interagem com objetos gráficos, os pontos correspondentes em outras tabelas são atualizados de acordo. Por exemplo, um usuário pode selecionar pontos em um gráfico e compará-los com os pontos correspondentes na tabela de dados, para facilitar a descoberta de estruturas ocultas no conjunto de dados.
O JMP tem uma gama de recursos relacionados à inteligência artificial e ao aprendizado de máquina intuitivo, incluindo suporte para a criação de modelos que incorporam técnicas de modelagem preditiva, como redes neurais artificiais, regressão avançada e aprendizagem de árvore de decisão.
É um aplicativo de desktop com uma interface de usuário baseada em assistente, enquanto o SAS pode ser instalado em servidores. De acordo com uma revisão na Pharmaceutical Statistics, o JMP é frequentemente usado como um front-end gráfico para um sistema SAS, que realiza a análise estatística e as tabulações. O JMP Pro é destinado a cientistas de dados e tem ênfase na modelagem preditiva avançada e na seleção de modelos.  O JMP Genomics, usado para analisar e visualizar dados genômicos, requer um componente SAS para funcionar e pode acessar os procedimentos SAS/Genetics e SAS/STAT ou invocar macros SAS. O JMP Clinical, usado para analisar dados de ensaios clínicos, pode empacotar o código SAS na linguagem de script JSL e converter o código SAS em JMP.

## JSL
A JMP Scripting Language (JSL) é uma linguagem interpretada para recriar resultados analíticos e para automatizar ou ampliar a funcionalidade do software JMP.:29 A JSL foi introduzida pela primeira vez na versão 4 do JMP em 2000.:1 A JSL tem uma sintaxe semelhante à LISP, estruturada como uma série de expressões. Todos os elementos de programação são implementados como funções JSL. As tabelas de dados, os elementos de exibição e as análises são representados por objetos em JSL que são manipulados com mensagens nomeadas. Os usuários podem escrever scripts JSL para realizar análises e visualizações não disponíveis na interface de apontar e clicar ou para automatizar uma série de comandos, como relatórios semanais. Os códigos SAS, Python, R e Matlab também podem ser executados usando JSL.

## Aplicações notáveis
O JMP é usado para análise, modelagem preditiva, aprendizado de máquina e mineração de dados em vários setores.

### Engenharia química
O JMP é usado no setor de engenharia química para aplicações como quimiometria e projeto de experimentos, incluindo metodologia de superfície de resposta. É comumente usado por engenheiros químicos, pois contém algoritmos de regressão linear múltipla que funcionam em conjunto com seu software de projeto experimental.

### Eletrônica
O JMP é usado na fabricação de produtos eletrônicos, especialmente em áreas como a modelagem de dispositivos semicondutores.

### Ciências ambientais
Em 2007, uma organização de monitoramento da vida selvagem, a WildTrack, começou a usar o JMP com o sistema Footprint Identification Technology (FIT) para identificar animais ameaçados de extinção por meio de suas pegadas. Em 2009, o Jardim Botânico de Chicago usou o JMP para analisar dados de DNA de frutas-pão tropicais. Os pesquisadores determinaram que a fruta sem sementes e rica em amido foi criada pela hibridização deliberada de duas frutas.

### Farmacêutica
O JMP tem amplas aplicações para o setor farmacêutico em áreas como modelagem molecular, qualidade por projeto, controle estatístico de processos, e projeto de experimentos. O software é usado no desenvolvimento farmacêutico por empresas como Eli Lilly and Company e Regeneron Pharmaceuticals.

### Saúde e ciências biológicas
O JMP Clinical e o JMP Genomics são amplamente utilizados na pesquisa médica e na biociência. O Laboratório Herzenberg, na Universidade Stanford, integrou o JMP com o Fluorescence Activated Cell Sorter (FACS). O sistema FACS é usado para estudar o HIV, o câncer, as células-tronco e a oceanografia.
O JMP Pro também é usado pelo consórcio de pesquisa Target Malaria in Europe and Africa por meio de uma licença com sua instituição principal, o Imperial College London. Desde então, o aumento do acesso à ferramenta contribuiu para uma simplificação significativa da pesquisa em várias frentes: ajudando as equipes de pesquisa a padronizar as práticas recomendadas, facilitando o compartilhamento mais contínuo de conjuntos de dados, fornecendo uma plataforma para análise exploratória visual e possibilitando análises avançadas que os pesquisadores não conseguiam realizar com software de código aberto.